# یوهان آمان

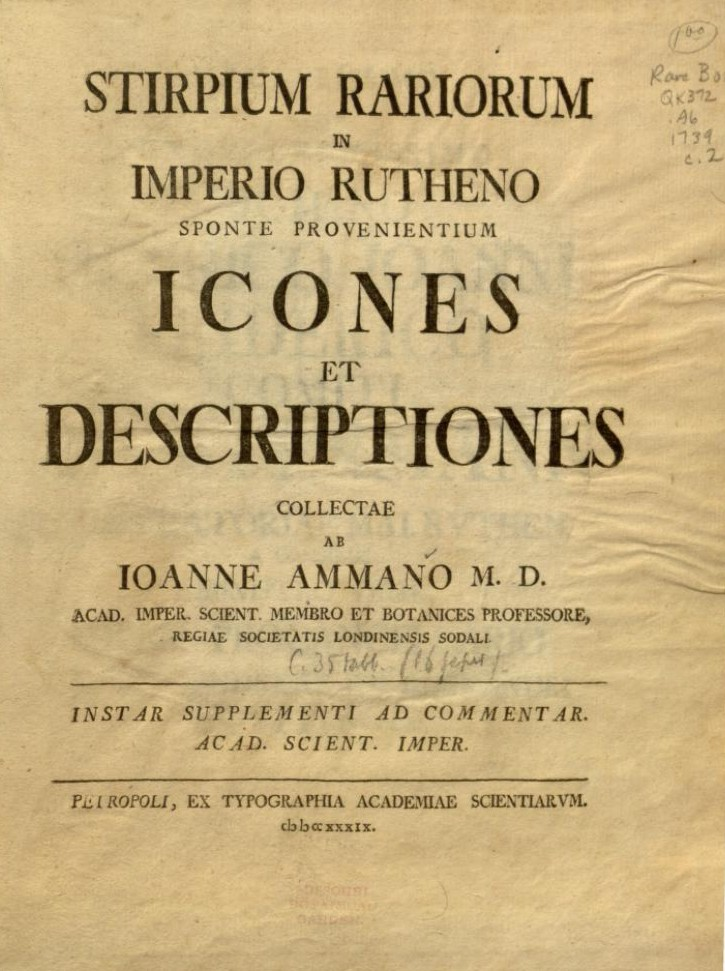
یوهان آمان

یوهان آمان (زاده ۲۲ دسامبر ۱۷۰۷ در شفوزان -درگذشته ۱۴ دسامبر ۱۷۴۱ در سن پترزبورگ)، گیاه‌شناس سویسی-روسی، از اعضای آکادمی سلطنتی و پروفسور گیاه‌شناسی در آکادمی علوم روسیه در سن پترزبورگ بود. او بیشتر به خاطر نوشتن کتابی که در سال ۱۷۳۹ منتشر شد - و ۲۸۵ گیاه از اروپای شرقی و اکراین فعلی را توصیف می‌کند- شناخته شده است.